# El Coll del Guix
El Coll del Guix, o Colldelguix, és un veïnat del municipi de Santa Margarida de Montbui a l'Anoia, al vessant nord-est de la tossa de Montbui. La seva població l'any 2012 era de 22 habitants.
És format per una desena d'habitatges i algunes edificacions destinades coberts agrícoles, quadres d'animals i altres tasques de caràcter agrícola. Es troba en un petit collet a banda i banda de la carretera BV-2233, al km. 2,8 aproximadament, aprofitant un petit coll i una plana agrícola situada entre la Serra de la Planella, la muntanya de la Perera i el Serral de les Onze.